# David Shmoys
David Bernard Shmoys est un mathématicien américain, né en 1959, spécialisé en optimisation (mathématiques) et recherche opérationnelle.

## Biographie
Shmoys obtient une licence en génie électrique à l'université de Princeton en 1981 et un doctorat en informatique en 1984 à l'Université de Californie à Berkeley sous la supervision d'Eugene Lawler. Sa thèse a pour titre : Approximation Algorithms for Problems in Sequencing, Scheduling, and Communication Network Design). Il est chercheur postdoctoral au Mathematical Sciences Research Institute de l'Université de Californie à Berkeley et à l'université Harvard. Il enseigne ensuite au Massachusetts Institute of Technology avant de devenir professeur à l'université Cornell, où il est directeur de la School of Operations Research and Information Engineering. Sa femme Éva Tardos est également mathématicienne.

## Recherche
Shmoys travaille à la conception et l'analyse d'algorithmes d'approximation pour des problèmes d'optimisation discrets, en particulier des problèmes NP-difficiles, par exemple dans l'ordonnancement, le partitionnement de données, la localisation d'installations, le séquençage et les problèmes de stock avec des applications, par exemple, en génie génétique, aux aéroports ou à la conservation des espèces. Il y utilise des méthodes de programmation linéaire.

## Prix et distinctions
Il est fellow de l'Association for Computing Machinery et de la Society for Industrial and Applied Mathematics et a obtenu un Presidential Young Investigator Award de la NSF. Shmoys a été rédacteur en chef adjoint de Mathematics of Operations Research et a été rédacteur en chef du SIAM Journal on Discrete Mathematics.
En 2013 il est lauréat du Prix Frederick W. Lanchester (avec David P. Williamson).

## Publications (sélection)
- avec David P. Williamson, The design of approximation algorithms, Cambridge University Press, 2011.
- avec Jan Karel Lenstra, Alexander Rinnooy Kan et Eugene Lawler, The travelling salesman problem – a guided tour of combinatorial optimization, Wiley, 1985.